# 금호기업
금호기업은 인수를 위해 특수목적회사(SPC)인 금호터미널을 설립하고 금호산업 지주회사이다.

## 연혁
- 2015년 10월 금호기업 설립
- 2016년 4월 금호터미널 인수
- 2016년 8월 금호터미널과 합병

## 계열사
- 금호산업
- 금호터미널